# Juan José Haedo
Pour les articles homonymes, voir Haedo.
Juan José Haedo aussi appelé JJ Haedo (né le 26 janvier 1981 à Chascomús) est un coureur cycliste argentin, professionnel de 2007 à 2014. Il compte trente victoires au plus haut niveau, principalement obtenues lors de sprints massifs. Il a notamment remporté des victoires au Tour d'Espagne 2011, au Critérium du Dauphiné en 2010 et au Tirreno-Adriatico en 2011. Il était membre de l'équipe Saxo Bank-Tinkoff Bank de 2007 à 2012 et courait aux côtés de son frère, Lucas Sebastián depuis 2010. Il est le fils de l'ancien cycliste Juan Carlos Haedo (titré quatre fois aux Jeux sud-américains, notamment).

## Biographie

### Débuts sur le continent américain
Juan José Haedo commence sa carrière professionnelle en 2003 dans l'équipe Colavita-Bolla Wines. Remarqué par ses victoires au sprint aux États-Unis en 2005, notamment sur le Tour de Toona, il est recruté par l'équipe Toyota-United en 2006. Il y  
évolue sur les principales courses de l'UCI America Tour, notamment le Tour de Californie et le Tour de Géorgie. Sur ses courses par étapes, il bat de grands spécialistes du sprint comme Olaf Pollack, Stuart O'Grady ou Fred Rodriguez. Ses prestations au Tour de Californie attire l'attention de Bjarne Riis qui lui fait signer un contrat de deux ans avec l'équipe CSC en novembre.

### Dans l'équipe de Bjarne Riis

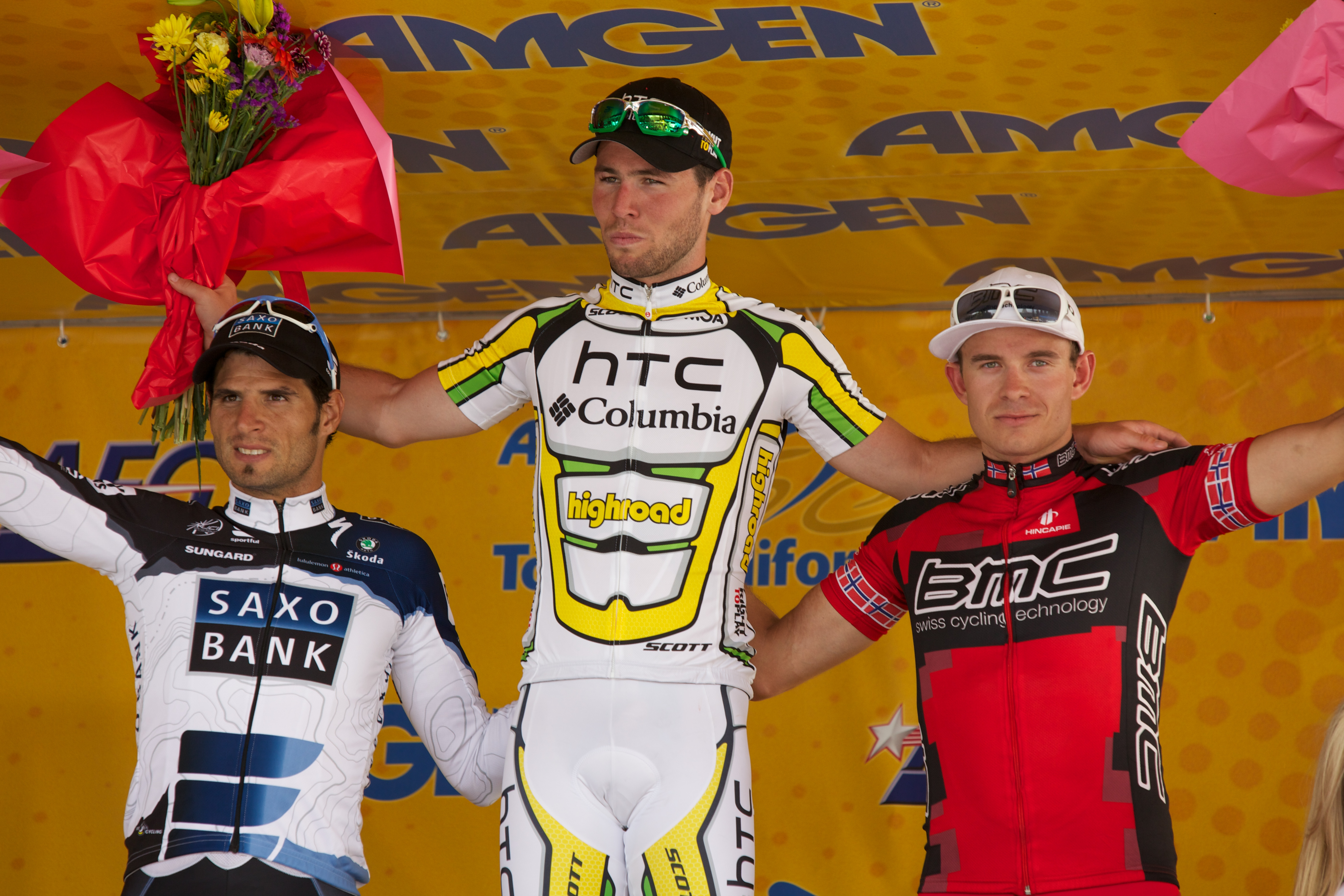
À gauche, sur le Tour de Californie 2010

Durant sa première saison avec CSC, il brille à nouveau aux États-Unis en remportant le classement par points du Tour de Californie et du Tour de Géorgie, ainsi que le Commerce Bank International Championship. Il gagne également au Tour de Cologne, où il devance Graeme Brown et Alessandro Petacchi. Il participe au Tour d'Italie, son premier grand tour, avec pour meilleurs résultats une neuvième et une dixième place d'étape avant un abandon à la dixième étape.
La saison 2008 démarre comme les précédentes : des victoires sur le continent américain, lors du Tour de San Luis et du Tour de Californie. Mais en mars, il remporte sa première victoire en Europe lors de la Clásica de Almería, devançant Óscar Freire et Graeme Brown. Il remet ça quatre jours plus tard sur le Tour de Murcie, prouvant ainsi qu'il fait partie des meilleurs sprinters du monde. Il passe cependant tout près de la victoire à l'Eneco Tour, seulement battu par André Greipel à Nieuwegein. Après deux nouvelles victoires au Luxembourg et au Danemark, il prend part au Tour d'Espagne. Il échoue de peu à Burgos lors du sprint massif de la 11e étape, terminant troisième. Il abandonne 4 jours plus tard. 
En 2009, Haedo axe sa préparation sur le Tour d'Italie et la deuxième partie de saison. Mark Cavendish et Alessandro Petacchi, au-dessus du lot des sprinters, s'approprient les victoires au Giro et Haedo repart bredouille de son premier grand tour achevé. Il s'impose à Arlon lors du Tour de Wallonie et fait gagner son coéquipier Matthew Goss à Tournai le lendemain. Mais ce n'est que partie remise pour Haedo car il remporte la 4e étape du Circuit franco-belge à... Tournai trois mois plus tard. Il perd de nouveau au sprint face à Greipel lors de Paris-Bourges, sa dernière course de la saison. 

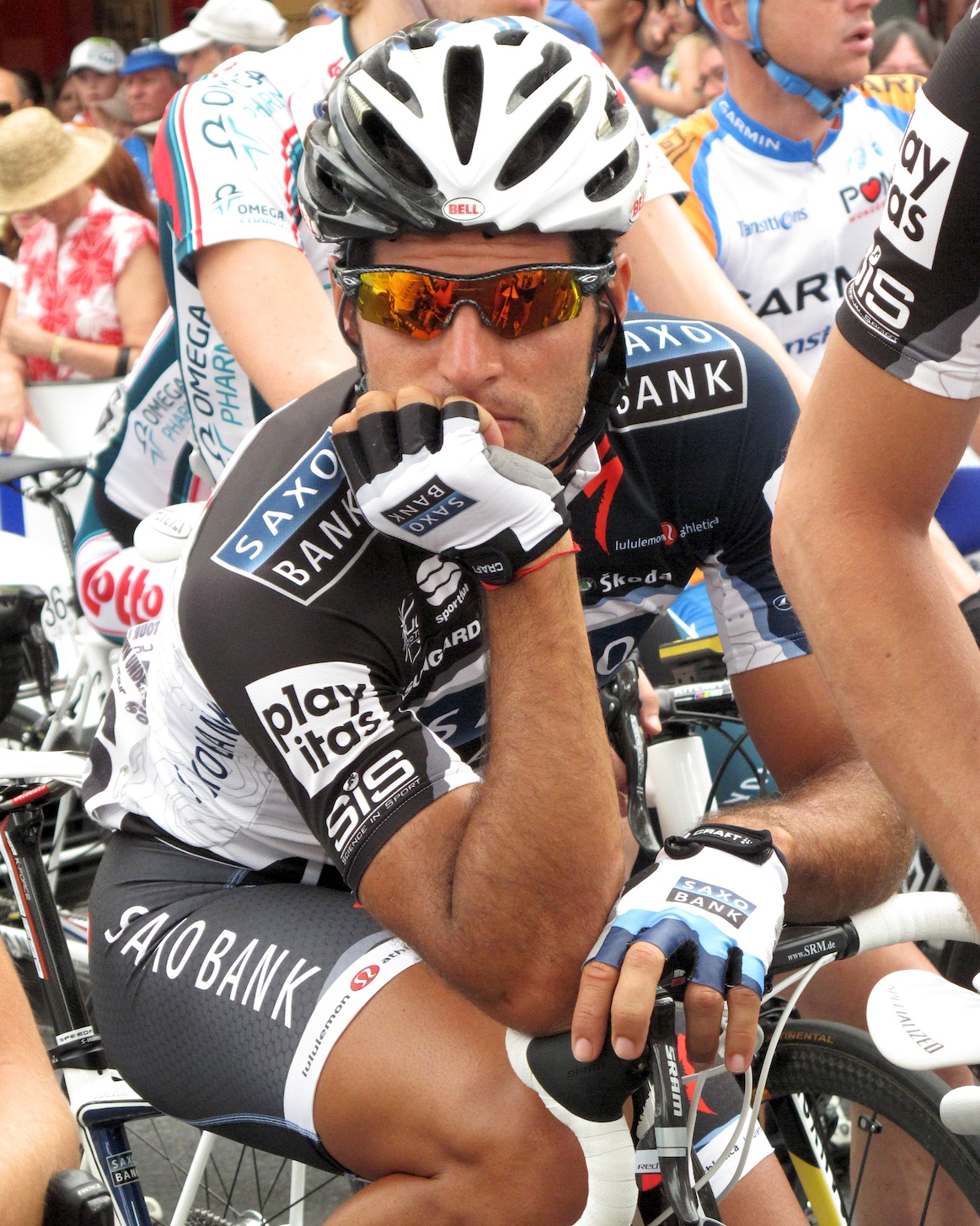
Lors du Tour Down Under 2010

Son frère cadet, Lucas Sebastián Haedo, le rejoint chez Team Saxo Bank pour les deux prochaines saisons après un début de carrière aux États-Unis. Il décide, en 2010, de commencer sa saison en Asie avec le Tour du Qatar et le Tour d'Oman. Il y acquiert quelques accessits, tout en partageant le rôle de leader avec Baden Cooke. Il clôt sa campagne lors du Mumbai Cyclothon, où il s'impose en solitaire. Il obtient sa première victoire en catégorie ProTour lors de la 7e étape du Tour de Catalogne. Il prend sa revanche face à Greipel lors du Tour de Cologne. Il jaillit de loin dans les 50 derniers mètres de la 2e étape du Critérium du Dauphiné et gagne ainsi à Bourg-Saint-Andéol. Il obtient trois podiums sur le Tour d'Espagne, notamment à Salamanque où il est uniquement battu par l'inarrêtable Mark Cavendish.
Il confirme ses qualités de sprinter au-dessus de la moyenne en 2011, en se montrant le plus véloce lors de Tirreno-Adriatico, devançant Tyler Farrar et Alessandro Petacchi. Il percute un arbre lors d'À travers les Flandres et est admis à l'hôpital, sans gravité. Lors du Ster ZLM Tour, il remporte la troisième étape pourtant escarpée, en reprenant en dernière minute les attaquants, dont Philippe Gilbert. Pourtant pressenti à une participation pour le Tour de France, il ne fait pas partie de la sélection de l'équipe Saxo Bank.
Après avoir annoncé qu'il prolongeait de deux ans son contrat chez Saxo Bank-Sungard, Haedo remporte la 16e étape de la Vuelta à l'issue d'une incompréhension entre Robert Wagner et Daniele Bennati, et acquiert ainsi sa première victoire sur un grand tour. Il passe également tout proche de gagner sur le Tour de Pékin, où il obtient deux podiums d'étapes.
Pour 2012, Haedo a l'intention de disputer le Tour de France. Il débute chez lui, en Argentine, sur le Tour de San Luis. Il parvient à faire deux fois deuxième d'étape, battu par Francesco Chicchi puis par Elia Viviani. Il lève les bras pour la première fois de la saison à l'issue du Grand Prix de Denain, où il devance son ancien coéquipier Alex Rasmussen et Andrea Guardini. Il est désigné comme sprinteur attitré de son équipe pour le Tour d'Italie, où il dispose d'une équipe entièrement dévouée à sa cause. Ainsi, ses équipiers forment à plusieurs reprises un train pour le « mettre sur orbite ». Cependant, son Giro est marqué par des chutes et son meilleur résultat est une deuxième place lors de la 3e étape arrivant à Horsens. Il abandonne la course en ne prenant pas le départ de la 14e étape.
Afin d'être sélectionné pour le Tour de France, il effectue une préparation sur le Critérium du Dauphiné et sur le Ster ZLM Toer mais à aucun moment il ne put jouer les premiers rôles. Il fait néanmoins partie de la sélection finale de Saxo Bank-Tinkoff Bank pour le Tour, où il pourra compter sur Michael Mørkøv et Jonathan Cantwell pour l'aider lors de sprints massifs. Lors de la dernière étape du Tour de France, Haedo termine 4e de la dernière étape arrivant aux Champs-Elysées derrière Mark Cavendish, Peter Sagan et Matthew Goss.
À la fin de la saison 2012, son contrat n'est pas renouvelé. Il rejoint pour la saison 2013 l'équipe continentale américaine Jamis-Hagens Berman.
Juan José Haedo décide de mettre un terme à sa carrière de coureur professionnel à la fin de la saison 2014, après douze ans dans les pelotons. Un hommage lui est rendu le 21 décembre lors de la course Élite qui se déroule à Chascomús, sa ville natale, dans la province de Buenos Aires.

## Palmarès sur route et classements mondiaux

### Palmarès
| - 2003 - Harlem Skyscraper Classic - 2004 - 3e du Tour de Somerville - 2005 - Rochester Twilight Criterium - 2e étape de la McLane Pacific Classic - 1re étape de la Central Valley Classic - 2e et 3e étapes de la Redlands Bicycle Classic - 2e étape de la Fitchburg Longsjo Classic - 6e étape de l'International Cycling Classic - 4e étape du Tour de Toona - Charlotte Presbytarian Hospital Invitational Criterium - 2006 - Doble Difunta Correa - Saint Valentine's Day Race - 1re et 4e étapes du Tour de Californie - 3e étape de la San Dimas Stage Race - 3e étape de la Redlands Bicycle Classic - 5e étape de la Cascade Classic - 6e étape du Tour de Géorgie - Tour de Somerville - 4e étape du Tour de Toona - Manhattan Beach Grand Prix - 2e de l'Athens Twilight Criterium - 3e du Charlotte Presbytarian Hospital Invitational Criterium - 2007 - Tour de Cologne - Colliers Classic - Commerce Bank International Championship - 2e et 6e étapes du Tour de Californie - 7e étape du Tour de Géorgie - 2e étape du Tour d'Allemagne (contre-la-montre par équipe) - 2008 - 2e et 5e étapes du Tour de San Luis - 1re étape du Tour de Californie - Clásica de Almería - 3e étape du Tour de Murcie - 2e étape du Tour de Géorgie - 1re étape du Tour de Luxembourg - 6e étape du Tour du Danemark | - 2009 - 7e étape du Tour de San Luis - Cholet-Pays de Loire - 2e étape du Tour de Wallonie - 4e étape du Tour du Missouri - 4e étape du Circuit franco-belge - 2e de Paris-Bourges - 2010 - Mumbai Cyclothon - 7e étape du Tour de Catalogne - Tour de Cologne - 2e étape du Critérium du Dauphiné - 2011 - 3e étape de Tirreno-Adriatico - 3e étape du Ster ZLM Toer - 16e étape du Tour d'Espagne - 2012 - Grand Prix de Denain - 2013 - 3e étape de la Valley of the Sun Stage Race - 3e étape de la San Dimas Stage Race - 3e étape de la Redlands Bicycle Classic - 3e et 4e étapes de la Joe Martin Stage Race - Crystal Cup - 1reb, 3e et 5e étapes du Nature Valley Grand Prix - 2014 - 2e étape de la Joe Martin Stage Race - 3e étape du Grand Prix cycliste de Saguenay - Madeira Criterium |

### Résultats sur les grands tours

#### Tour de France
1 participation
- 2012 : 140e

#### Tour d'Italie
3 participations
- 2007 : abandon (10e étape)
- 2009 : 148e
- 2012 : non-partant (14e étape)

#### Tour d'Espagne
3 participations
- 2008 : abandon (15e étape)
- 2010 : 151e
- 2011 : 157e, vainqueur de la 16e étape

### Classements mondiaux
| Année                  | 2005 | 2006 | 2007 | 2008 | 2009 | 2010 | 2011 | 2012 | 2013 | 2014 |
| ---------------------- | ---- | ---- | ---- | ---- | ---- | ---- | ---- | ---- | ---- | ---- |
| Classement ProTour     |      |      |      | 137e |      |      |      |      |      |      |
| Calendrier mondial UCI |      |      |      |      | 241e | 117e |      |      |      |      |
| UCI World Tour         |      |      |      |      |      |      | 101e | 125e |      |      |
| UCI America Tour       | 166e | 8e   |      |      |      |      |      |      | 345e | 285e |

## Palmarès sur piste

### Championnats du monde
- Manchester 2000
  - Éliminé au repêchage du premier tour du keirin[26].

### Championnats panaméricains
- Bucaramanga 2000
  -  Médaillé d'or du keirin.